# Melanoplus keeleri
Melanoplus keeleri es una especie de saltamontes perteneciente a la familia Acrididae. Se encuentra en América del Norte.

## Subespecies
Dos subespecies pertenecen a la especie Melanoplus keeleri:
- Melanoplus keeleri keeleri Thomas, 1874[1][2][3]
- Melanoplus keeleri luridus (Dodge, 1876)[1][2][3]